# Snoopafella
Snoopafella é uma canção do rapper estadunidense Snoop Dogg, lançada como sexta faixa do seu quarto álbum de estúdio No Limit Top Dogg. A canção foi escrita pelo próprio interprete, produzida por Ant Banks.

## Desempenho nas paradas
| Paradas (1999)                                                | Melhor posição |
| ------------------------------------------------------------- | -------------- |
| Estados Unidos (Billboard Bubbling Under R&B/Hip-Hop Singles) | 16             |